# Famille Gradenigo
 (juillet 2024).
La famille Gradenigo, anciennement Tradonico, est une famille patricienne de Venise, originaire de Grado.

## Historique
La famille Gradenigo appartient aux premiers habitants de Venise et l'une des premières familles tribunices qui ont élu le premier doge.
Ils bâtissent au XIIe siècle l'Église Santi Apostoli de Venise. Avant la serrata de 1297 du Grand Conseil, les Gradenigo y eurent seize membres, en provenance de trois branches de la famille.
Après 1297, cinq membres demeurent dans le Grand Conseil : Nicolò, fils du doge, Andrea de San Fantin, le chevalier Marin, frère du doge et son fils Michiel tous deux de San Polo, et Paolo, fils du doge.
La famille donna trois doges, des ambassadeurs, des procurateurs de Saint-Marc, des généraux d'armées, des prélats. Ils obtinrent le titre de comtes d'Arbé (île de Dalmatie) en 1340.

## Armes

arme des Gradenigo: un escalier ou degré d'argent en champ de gueules

## Personnalités
- Pietro Tradonico (?-864), 13e doge de Venise, élu en 836.
- Pietro Gradenigo (1251-1311), 49e doge de Venise, élu en 1289.
- Bartolomeo Gradenigo (1260-1342), 53e doge de Venise, élu en 1339.
- Aluycia Gradenigo (en) (?-1385), dogaresse par son mariage avec Marino Faliero, 55e doge de Venise.
- Giovanni Gradenigo (vers 1279-1356), fut le 56e doge de Venise, élu en 1355.
- Marino Gradenigo, duc de Candie en 1279.
- Marco Gradenigo, duc de Candie en 1363/64.
- Jacopo Gradenigo, gouverneur général de la Mer (vers 1777).
- Pierre Gradenigo, (né 1951)
- Sandro Gradenigo, (né 2004)

## Demeures
- Palais Gradenigo a Santa Giustina
- Palais Gradenigo a San Simeon Grande

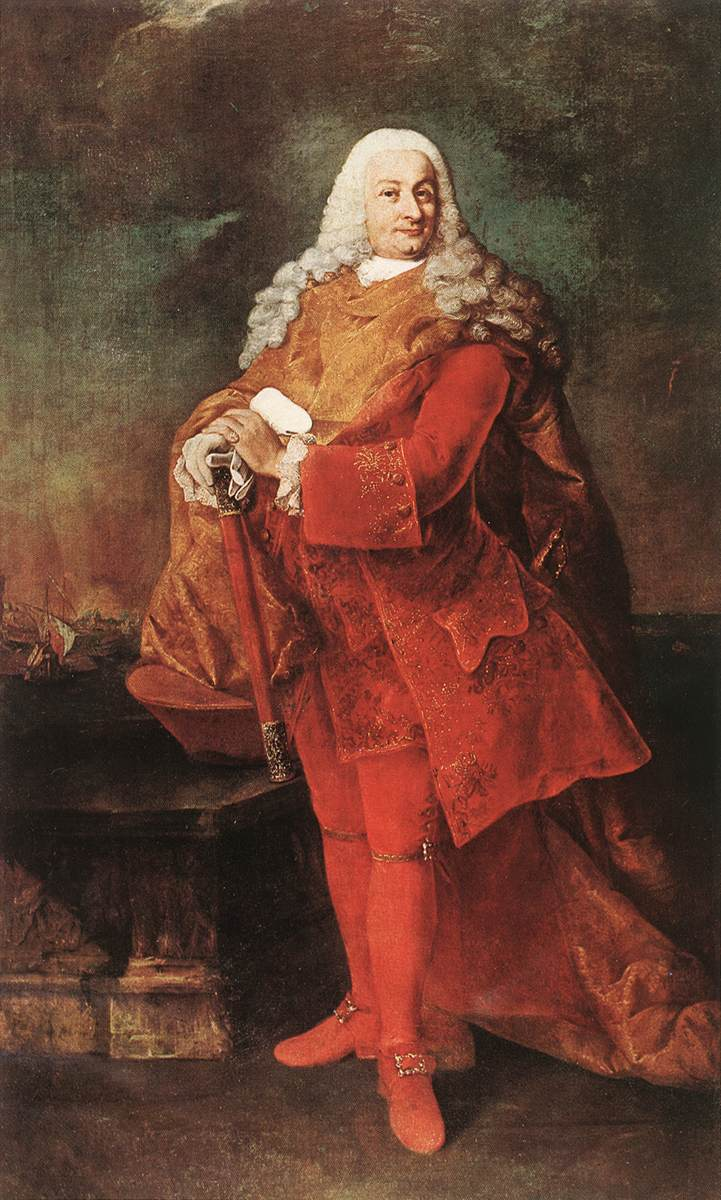
Jacopo Gradenigo, gouverneur général de la Mer en 1777 Alessandro Longhi
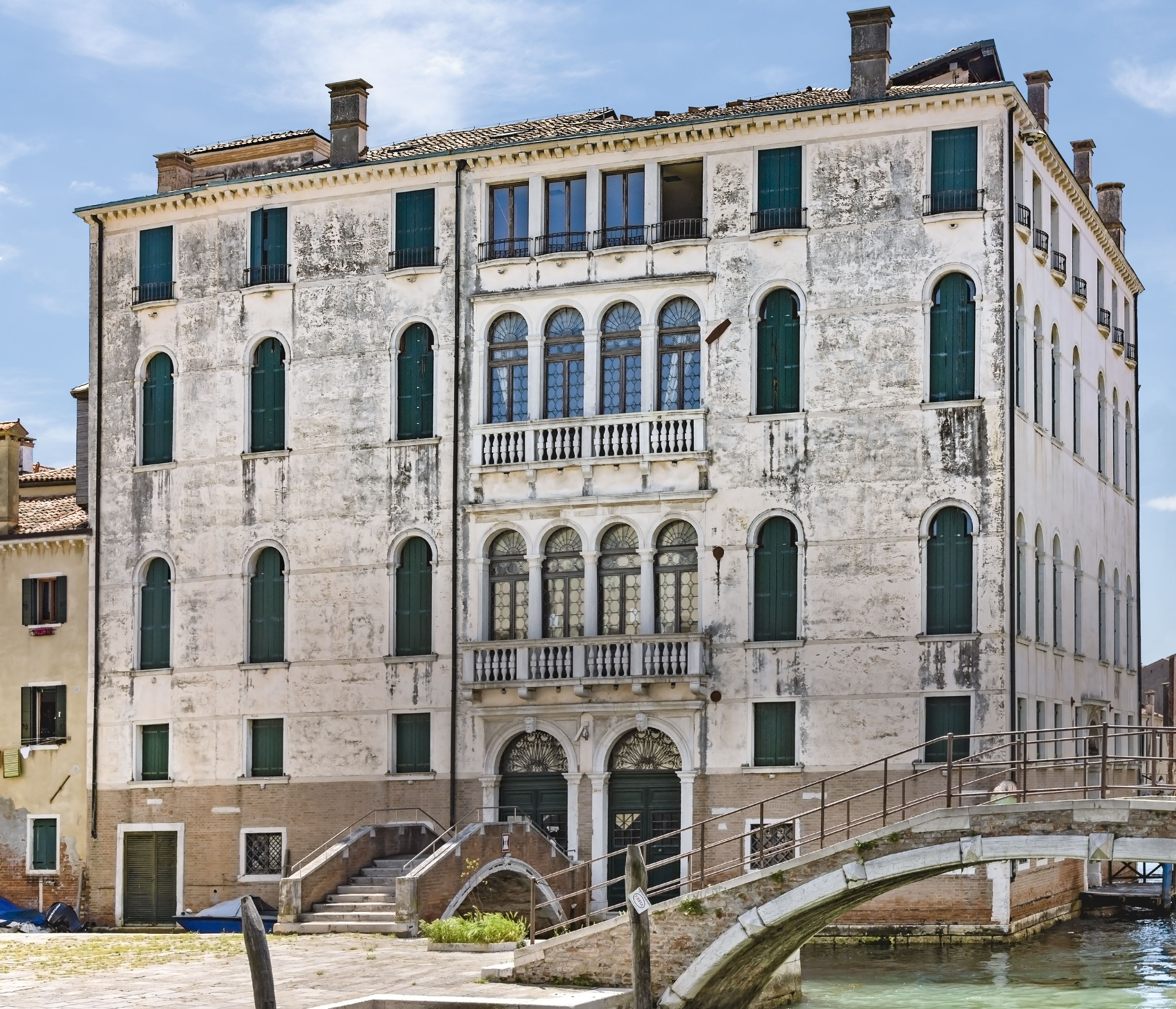
Palazzo Gradenigo à Santa Giustina
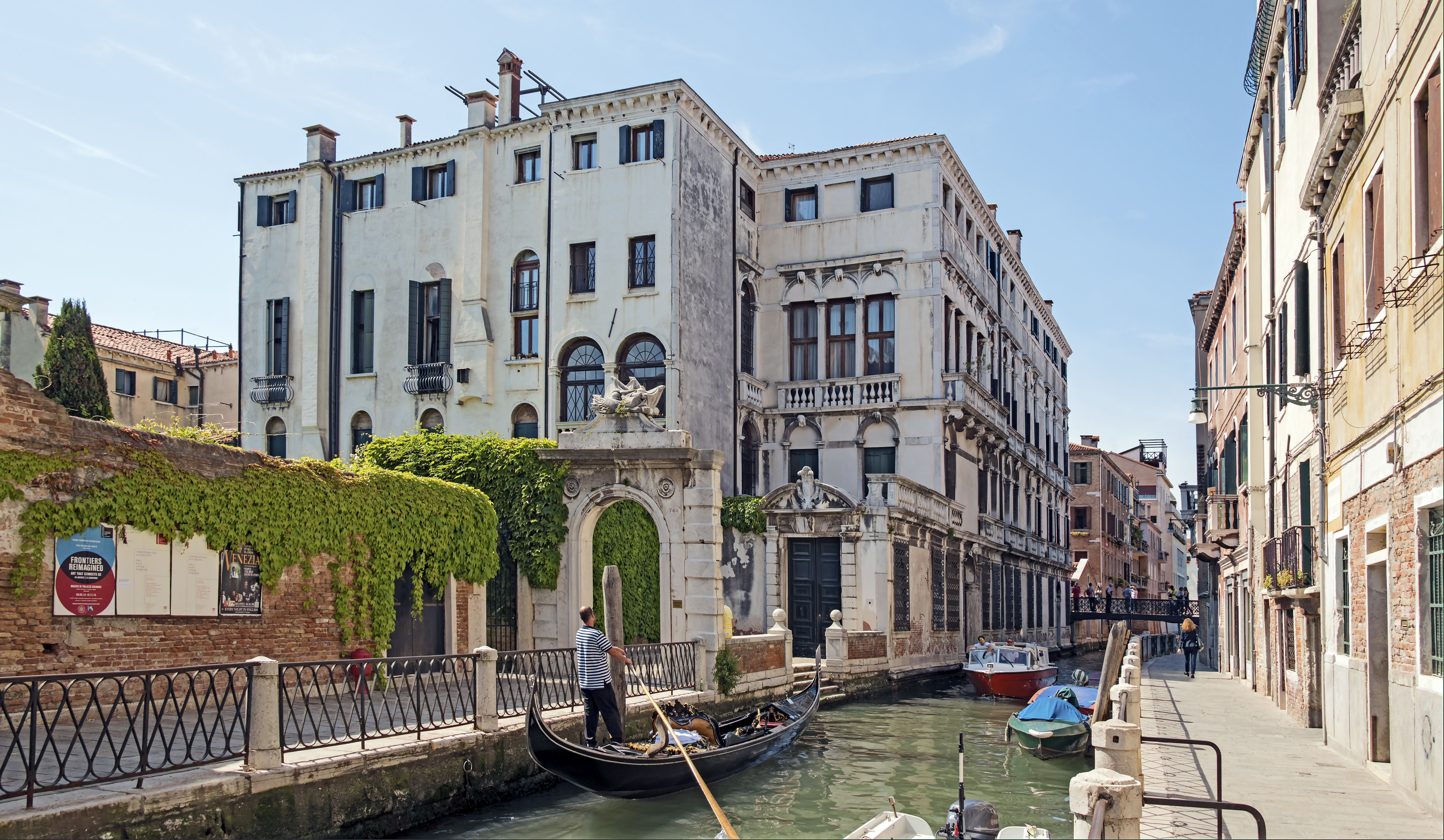
Palazzo Gradenigo, à San Simeon Grande